# Cernihivka, Henicesk
Cernihivka (în ucraineană Чернігівка) este un sat în comuna Cionhar din raionul Henicesk, regiunea Herson, Ucraina.

## Demografie
Componența lingvistică a localității Cernihivka
     Rusă (66,67%)
     Ucraineană (33,33%)
Conform recensământului din 2001, majoritatea populației localității Cernihivka era vorbitoare de rusă (66,67%), existând în minoritate și vorbitori de ucraineană (33,33%).